# Cirilo de Lemos Nunes Fagundes

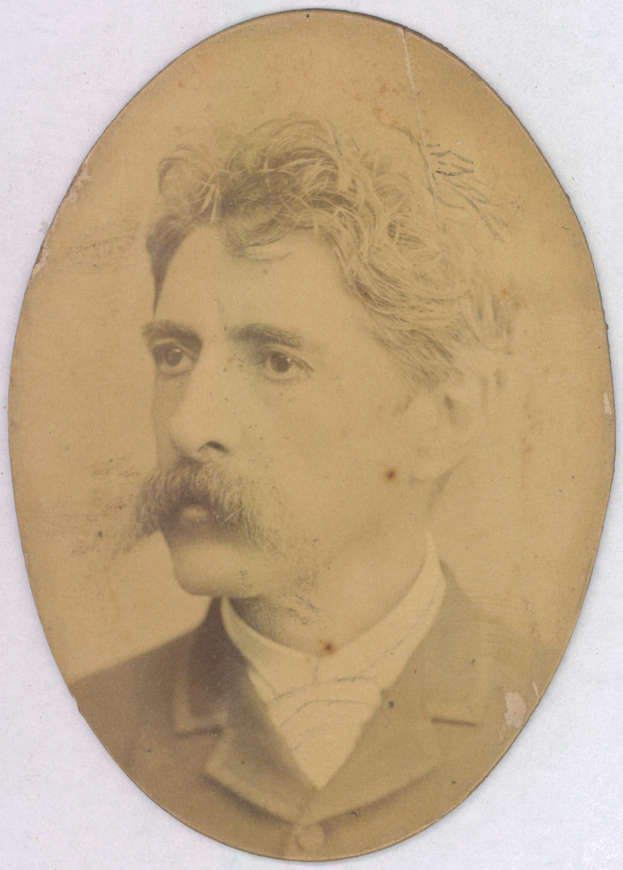
Fotografia como deputado eleito pelo estado do Rio de Janeiro, em 1890.

Cirilo de Lemos Nunes Fagundes (Itaboraí — 10 de outubro de 1911) foi um político brasileiro. Exerceu o mandato de deputado federal constituinte pelo Rio de Janeiro em 1891.